# Barhi
Barhi är en ort i Indien.   Den ligger i distriktet Katni och delstaten Madhya Pradesh, i den centrala delen av landet, 600 km sydost om huvudstaden New Delhi. Barhi ligger 383 meter över havet och antalet invånare är 12 136.
Terrängen runt Barhi är platt. Runt Barhi är det ganska tätbefolkat, med 222 invånare per kvadratkilometer. Det finns inga andra samhällen i närheten. Trakten runt Barhi består till största delen av jordbruksmark.